# フィフス・ハーモニー
フィフス・ハーモニー (英語: Fifth Harmony) は、アメリカ合衆国のガール・グループ。グループは、2012年7月にオーディション番組『Xファクター』アメリカ版のシーズン2から誕生した。グループは、アリー・ブルック、ノーマニ・コーディ、ローレン・ハウレギ、ダイナ・ジェーンの4人で構成される。彼女らは、番組でテイト・スティーブンス、カーリー・ローズ・ソネンクラーに次いで3位で終わった後、サイモン・コーウェルが所有するサイコ・ミュージック、エピック・レコード、L.A.リードのレコード会社との共同契約を締結した。
『Xファクター』から脱落後、デビュー・シングル『ミス・ムービン・オン』を発表。Billboard Hot 100で最高76位、50万以上のデジタル・ダウンロードを記録し、ゴールド認定を受けた。2013年に発表した最初のEP『Better Together』は、Billboard 200で初登場6位。2014年に、MTV Video Music Awardsの最優秀新人アーティスト賞を受賞。
2015年2月に、デビュー・スタジオ・アルバム『リフレクション』を発表。Billboard 200で初登場5位、8万枚以上の初動売上を記録した。そして、グループ初の大規模なヘッドライニングツアーを敢行した。アルバムからのシングル『ボス』と『スレッジハンマー』はアメリカにおいてプラチナ認定、『ワース・イットfeat.キッド・インク』はトリプル・プラチナ認定を受けた。後者はBillboard Hot 100で最高12位を記録し、グループ初のトップ20シングルとなった。また、8か国で上位10以内に入った。2枚目のアルバム『7/27』からのシングル『ワーク・フロム・ホーム』で、初のトップ10入り。フィフス・ハーモニーは、アメリカ版『Xファクター』出身者の中で、最も成功したアーティスト且つ番組史上最も有力な競技者と評価されている。

## メンバー

### 現在のメンバー

#### アリー・ブルック
アリソン・ブルック・ヘルナンデス（Allyson Brooke Hernandez、1993年7月7日（31歳） - ）。身長152cm。テキサス州サンアントニオで、ジェリーとパトリシア・ヘルナンデスの娘として生まれた。ブランドンという1歳年上の兄がいる。彼女の母は脊椎側彎症を患っており 、2015年後半にフィフス・ハーモニーのファンらが彼女の母親の医療費負担を助けるゴーファンドミー計画を始めた。
アリーはテキサス州オースティンで『Xファクター』のオーディションを受けた。その時、彼女はコンテンポラリー・クリスチャンとラテンポップ歌手のジャシー・ベラスケスの曲を歌唱した。インターネット新聞『ハフィントン・ポスト』は、『Xファクター』シーズン2のハイライトの1つとして、アリーの出演を挙げ、「それは静かであるけれども、コントロールされたパフォーマンスで、若干の驚くべき装飾音を打ち出した」とコメントした。彼女が最も影響を受けた歌手は、セレーナである。

#### ノーマニ・コーディ
ノーマニ・コーディ・ハミルトン（Normani Kordei Hamilton、1996年5月31日（29歳） - ）。身長163cm。ジョージア州アトランタで、デリックとアンドレア・ハミルトンの娘として生まれた。アリエル、アシュリーという2人の腹違いの姉がいる。若い時期はニューオーリンズで過ごした。2005年のハリケーン・カトリーナの後、ヒューストンに家族で移り住んだ。
彼女は3歳の時から芸能活動を行っており、13歳で最初のレコーディングを行った。その前にも、ダンサーとして受賞歴や体操選手としての活動歴もある。また、HBOのテレビドラマシリーズ『Treme』に小さな役で出演。彼女は、グループに加入するまで自分自身をソウル・ゴスペル歌手と考えていた。『Xファクター』に出演する前は、ミス・テキサスUSA大会に参加しており、決勝まで残っていたが、最終的にオーディション番組を選択した。他のメンバー同様、番組のブートキャンプで落選。ビヨンセに影響を受けた。

#### ローレン・ハウレギ
ローレン・ミシェル・ハウレギ（Lauren Michelle Jauregui Morgado、1996年6月27日（28歳） - ） 。身長163cm。フロリダ州マイアミでマイケルとクララ・ハウレギの娘として生まれた。クリスという弟とテイラーという妹がいる。ハウレギはキューバ系である。ハウレギの母、クララはスペイン語を話すため、彼女もスペイン語が話せる。また、彼女はバイセクシュアルであることを公言している。
グリーンズボロで『Xファクター』のオーディションを受けた。その時、彼女はアリシア・キーズの『イフ・アイ ・エイント・ガット・ユー』を歌唱した。彼女は4つの”Yes"が与えられた。ブートキャンプで脱落後、グループ結成の為に、番組に復帰した。彼女はジャーニー、パラモア、スクリプト、アリシア・キーズ、クリスティーナ・アギレラに影響を受けた。2016年12月にマリアンヒルとのコラボ曲「Back to me」を発表。

#### ダイナ・ジェーン
ダイナ・ジェーン・ミリカ・ハンセン（Dinah Jane Milika Ilaisaane Hansen、1997年6月22日（28歳） - ）。身長170cm。 カリフォルニア州サンタナで、ゴードンとミリカの娘として生まれた。6人兄弟の1番上。彼女はポリネシア系、トンガ系、デンマーク系である。
『Xファクター』のオーディションでは、ビヨンセの『イフ・アイ・ワー・ア・ボーイ』を歌唱。L.A.リードから「歌をビヨンセさえ達しなかった場所へ運んだ」と称賛された。彼女は、シアラ、ビヨンセ、レオナ・ルイス、マライア・キャリーに影響を受けた。ブートキャンプの決勝で、もう1人の競技者と一緒にケリー・クラークソンの『ストロンガー(ホワット・ダズント・キル・ユー)』を歌ったが、パフォーマンス中に歌詞を忘れてしまった。これが影響してソロ歌手としては脱落したが、グループ結成の為に、番組に復帰した。

### 元メンバー

#### カミラ・カベロ
カーラ・カミラ・カベロ・エストラバオ（Karla Camila Cabello Estrabao、1997年3月3日（28歳）  - ）。身長157cm。キューバで、アレハンドロとシヌエ・カベロの娘として生まれた。ソフィアという妹がいる。彼女はメキシコ系、キューバ系である。5歳でメキシコに、6歳でフロリダ州マイアミに永住するまでは、キューバとメキシコを転々としていた。そのため、スペイン語を話すことができる。ヒスパニック系アーティストのセリア・クルースとアレハンドロ・フェルナンデスの曲を聴いて育った。
ノースカロライナ州で、『Xファクター』のオーディションを受けた。ブートキャンプで脱落後、グループ結成の為、番組に復帰した。2015年11月にカナダの歌手ショーン・メンデスとのデュエット曲『アイ・ノウ・ホワット・ユー・ディド・ラスト・サマー』を発表。2016年12月19日、グループからの脱退を発表した。

## 音楽性
フィフス・ハーモニーは、主にデミ・ロバート、マライア・キャリー、ホイットニー・ヒューストン、スパイス・ガールズ、デスティニーズ・チャイルドから影響を受けている。音楽に強い影響を与えたソロ歌手としてビヨンセ、アリシア・キーズ、クリスティーナ・アギレラ、セレーナ、セリア・クルース、アレハンドロ・フェルナンデス、レオナ・ルイスの名前を挙げている。
フィフス・ハーモニーの音楽は主に、ポップとR&Bである。彼女ら自身はグループの音楽は「レトロな感じ」があると評した。

## ディスコグラフィー

### アルバム
| 年                                        | タイトル      | アルバム詳細                                                                                                 | チャート最高位 | チャート最高位 | チャート最高位 | チャート最高位 | チャート最高位 | チャート最高位 | チャート最高位 | チャート最高位 | チャート最高位 | チャート最高位 | 認定           |
| 年                                        | US            | AUS | CAN            | GER            | ITA            | JPN            | NZ             | SPA            | SWE            | UK             |                |                |                |
| ----------------------------------------- | ------------- | --- | -------------- | -------------- | -------------- | -------------- | -------------- | -------------- | -------------- | -------------- | -------------- | -------------- | -------------- |
| 2015                                      | Reflection    | - 発売日: 2015年1月30日 - レーベル: Epic, Syco - フォーマット: CD, LP, digital download - 全米売上: 15.5万枚 | 5              | 18             | 8              | —              | —              | 85             | 8              | 9              | 26             | 18             | - US: ゴールド |
| 2016                                      | 7/27          | - 発売日: 2016年5月27日 - レーベル: Epic, Syco - フォーマット: CD, LP, digital download - 全米売上: 20万枚   | 4              | 8              | 3              | 41             | 20             | 20             | 8              | 1              | 6              | 6              | - US: ゴールド |
| 2017                                      | Fifth Harmony | - 発売日: 2017年8月25日 - レーベル: Epic, Syco - フォーマット: CD, LP, digital download - 全米売上: 3.2万枚  | 4              | 9              | 7              | 56             | 16             | 19             | 7              | 1              | 21             | 10             |                |
| "—"は未発売またはチャート圏外を意味する。 |               | |                |                |                |                |                |                |                |                |                |                |                |

### シングル
| 年                                        | タイトル                                    | チャート最高位 | チャート最高位 | チャート最高位 | チャート最高位 | チャート最高位 | チャート最高位 | チャート最高位 | チャート最高位 | チャート最高位 | チャート最高位 | 認定 | 収録アルバム         |
| 年                                        | US                                          | AUS            | CAN            | GER            | ITA            | JPN            | NZ             | SPA            | SWE            | UK             |                | |                      |
| ----------------------------------------- | ------------------------------------------- | -------------- | -------------- | -------------- | -------------- | -------------- | -------------- | -------------- | -------------- | -------------- | -------------- | --- | -------------------- |
| 2013                                      | Miss Movin' On                              | 76             | —              | —              | —              | —              | —              | 27             | —              | —              | —              | - US: ゴールド | Better Together      |
| 2014                                      | Boss                                        | 43             | —              | 75             | —              | —              | —              | —              | 37             | —              | 21             | - US: プラチナ | Reflection           |
| 2014                                      | Sledgehammer                                | 40             | 88             | 63             | —              | —              | —              | 36             | —              | 75             | 112            | - US: プラチナ - CAN: ゴールド - SWE: ゴールド | Reflection           |
| 2015                                      | Worth It (featuring Kid Ink)                | 12             | 9              | 12             | 16             | 32             | 26             | 31             | 62             | 63             | 3              | - US: 3× プラチナ - AUS: 2× プラチナ - CAN: 2× プラチナ - GER: ゴールド - ITA: プラチナ - NZ: プラチナ - SWE: プラチナ - UK: ゴールド             | Reflection           |
| 2015                                      | I'm in Love with a Monster                  | —              | —              | —              | —              | —              | —              | —              | —              | —              | —              | | Hotel Transylvania 2 |
| 2016                                      | Work from Home (featuring Ty Dolla $ign)    | 4              | 3              | 4              | 7              | 18             | 16             | 1              | 5              | 8              | 2              | - US: 5× プラチナ - AUS: 5× プラチナ - CAN: 5× プラチナ - GER: プラチナ - ITA: 2× プラチナ - NZ: 2× プラチナ - SWE: 4× プラチナ - UK: 2× プラチナ | 7/27                 |
| 2016                                      | All in My Head (Flex) (featuring Fetty Wap) | 24             | 19             | 21             | —              | 66             | 98             | 8              | 90             | —              | 25             | - US: プラチナ - AUS: プラチナ - CAN: プラチナ - ITA: ゴールド - NZ: ゴールド - UK: シルバー                                                      | 7/27                 |
| 2016                                      | That's My Girl                              | 73             | 54             | 54             | —              | —              | 68             | —              | —              | —              | 26             | - US: ゴールド - CAN: ゴールド - UK: シルバー | 7/27                 |
| 2017                                      | Down (featuring Gucci Mane)                 | 42             | 66             | 46             | —              | —              | —              | —              | 100            | 85             | 47             | - US: ゴールド - CAN: ゴールド | Fifth Harmony        |
| 2017                                      | He Like That                                | —              | —              | 75             | —              | —              | —              | —              | —              | —              | —              | | Fifth Harmony        |
| "—"は未発売またはチャート圏外を意味する。 |                                             |                |                |                |                |                |                |                |                |                |                | |                      |

## 出演

### テレビ番組
| 年        | 番組                           | 役             | 備考                                        |
| --------- | ------------------------------ | -------------- | ------------------------------------------- |
| 2012–13年 | Xファクター (アメリカ版)       |                | 22回出演(2012年) ゲスト:1回出演(2013年)     |
| 2014年    | Faking It                      | ボーイ・バンド | 出演エピソード『The Ecstasy and the Agony』 |
| 2015年    | Barbie: Life in the Dreamhouse | 本人           | 出演エピソード『Sisters' Fun Day』          |